# 石川県道263号桂谷川島線
石川県道263号桂谷川島線（いしかわけんどう263ごう かつらだにかわしません）とは、石川県鳳珠郡穴水町内を通る一般県道（石川県道）である。

## 概要
- 起点：石川県鳳珠郡穴水町桂谷ハ54番地先（＝石川県道51号輪島富来線交点）
- 終点：石川県鳳珠郡穴水町挟石1字27番1地先（＝石川県道1号七尾輪島線交点）

起点の穴水町桂谷は、 鳳珠郡穴水町西部の四村地区の一角にあり、輪島市門前地区へ流れ出る八ヶ川（はっかがわ）の上流部、標高180mから200m前後の谷間にある。当県道はここから丘陵地を越えて、唐川地区を経て、挟石に至る。現在は挟石で終点であり、路線名にもつけられている川島（穴水町の中心部にある集落名）までは当県道として指定されていない。また、桂谷から下唐川の間は交通不能区間となっている。

## 歴史
- 1960年（昭和35年）10月15日：路線認定。

## 接続道路
- 石川県道51号輪島富来線（鳳珠郡穴水町桂谷：起点）
- 石川県道1号七尾輪島線（鳳珠郡穴水町挟石：終点）

## 交通不能区間
- 鳳珠郡穴水町桂谷 - 穴水町下唐川（2,458m）

## バス路線
- 北鉄奥能登バス（唐川線：唐川口 - 唐川）